# Вињола (Ријети)
Вињола (итал. Vignola) је насеље у Италији у округу Ријети, региону Лацио.
Према процени из 2011. у насељу је живело 6 становника. Насеље се налази на надморској висини од 792 м.